# La Quinta
La Quinta ist eine Stadt im Riverside County im US-Bundesstaat Kalifornien, Vereinigte Staaten. Das U.S. Census Bureau hat bei der Volkszählung 2020 eine Einwohnerzahl von 37.558 ermittelt. Das Bevölkerungswachstum in La Quinta war in den 1990er und 2000er Jahren stärker als in den meisten anderen Städten Kaliforniens. Zwischen Indian Wells und Indio gelegen, gehört die Stadt zum Coachella Valley.
La Quinta ist ein Erholungsort und wird vom Lifestyle-Magazin Robb Report als bedeutendstes Golfgebiet in den USA eingeschätzt. Einen von La Quintas Golfplätzen bietet das "La Quinta Resort & Club", das seit 1926 besteht. Hier verfasste Frank Capra das Drehbuch für den Film In den Fesseln von Shangri-La.

## Geografie
La Quinta liegt im zentralen Riverside County in Kalifornien in den USA. Es grenzt im Nordwesten an Indian Wells und Palm Desert, im Norden an Bermuda Dunes und im Nordosten an Indio. Im Süden grenzt die Stadt an gemeindefreies Gebiet. Durch den nördlichen Teil La Quintas führt die California State Route 111.
Im Coachella Valley gelegen, hat La Quinta 37.467 Einwohner (Stand: 2010) und erstreckt sich auf eine Fläche von 92,078 km², von der 90,954 km² Landfläche sind; die Bevölkerungsdichte beträgt somit 411,9 Einwohner pro Quadratkilometer. Das Stadtzentrum befindet sich auf einer Höhe von 41 m.

### Santa Rosa Mountains

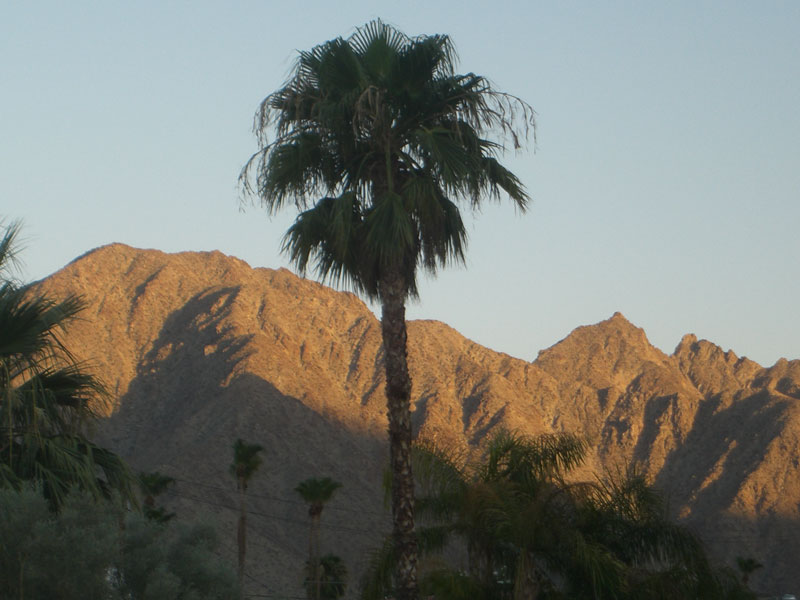
Santa Rosa Mountains

Bekannt sind La Quinta und seine Umgebung vor allem für die Santa Rosa Mountains. Besucher des Freizeitparks Disney California Adventure Park in Anaheim können im Simulator „Soarin’ Over California“ neben anderen Sehenswürdigkeiten Kaliforniens auch die Golfanlage PGA West in La Quinta erleben. In den Aufnahmen schmiegen sich die Santa Rosa Mountains an den Golfplatz.
Das Gebiet liegt nah an der San-Andreas-Verwerfung. Einige Unternehmen bieten Jeep-Touren zur Bruchlinie an.

### Klima
|                       | Jan  | Feb  | Mär  | Apr | Mai | Jun | Jul | Aug  | Sep | Okt | Nov | Dez  |   |      |
| Mittl. Tagesmax. (°C) | 22   | 24   | 27   | 31  | 36  | 39  | 42  | 42   | 39  | 33  | 27  | 22   | ⌀ | 32   |
| Mittl. Tagesmin. (°C) | 7    | 9    | 13   | 16  | 20  | 23  | 27  | 27   | 23  | 18  | 11  | 7    | ⌀ | 16,8 |
|                       |      |      |      |     |     |     |     |      |     |     |     |      |   |      |
| Niederschlag (mm)     | 14,2 | 16,8 | 10,9 | 1,3 | 1,8 | 0,3 | 1,0 | 13,7 | 1,0 | 6,6 | 4,6 | 15,7 | Σ | 87,9 |

| 7 |

| 9 |

| 13 |

| 16 |

| 20 |

| 23 |

| 27 |

| 27 |

| 23 |

| 18 |

| 11 |

| 7 |

| 7 |

| 9 |

| 13 |

| 16 |

| 20 |

| 23 |

| 27 |

| 27 |

| 23 |

| 18 |

| 11 |

| 7 |

## Geschichte
Von 1880 bis 1920 begann sich die Landwirtschaft im heutigen La Quinta sowohl mithilfe alter als auch moderner Bewässerungssysteme zu entwickeln. Damals wurden die Sanddünen, die das spätere La Quinta bedeckten, vom Staat Kalifornien und seinen Landvermessern als unbewohnbar bezeichnet.
Im Jahr 1926 gründete Walter Morgan im nördlichen Teil des Marshall Cove genannten Bereichs das "La Quinta Resort & Club" als abgeschiedenen Rückszugsort für die Berühmtheiten Hollywoods. Hier entstand auch der erste Golfplatz im Coachella Valley, und in den 1930er Jahren wurde die California State Route 111 durch das Tal gebaut. Durch den Ausbau der Washington Street in den 1950er und 1960er Jahren wurde La Quinta an die U.S. Highways 60 und 99 angebunden, aus denen später die Interstate 10 hervorging.
Als die benachbarten Wüstenstädte wuchsen, verzeichnete auch La Quinta Mitte der 1980er Jahre eine deutliche Entwicklung; so hatte der Ort im Jahr 1980 noch 4200 Einwohner, während es 1990 schon 11.215 waren. Dies führte dazu, dass La Quinta am 1. Mai 1982 das Stadtrecht erhielt. Bis in die 1990er Jahre hinein blieb La Quinta eine größtenteils saisonal bewohnte Stadt, ehe sich mehr ganzjährige Bewohner niederließen.

## Demografie
La Quinta hat sich zu einer multikulturellen Stadt entwickelt, da sich besonders in den 1990er und 2000er Jahren Gruppen verschiedener Abstammung im Coachella Valley ansiedelten. Den größten Teil bildeten Mexikaner und Mexikanische Amerikaner. Weitere Abstammungsgruppen sind Armenier, Bosnier, Briten, Franzosen, Deutsche, Italiener, Polen und Juden unterschiedlicher Herkunft.

## Politik
La Quinta ist Teil des 28. Distrikts im Senat von Kalifornien, der momentan vom Demokraten Ted Lieu vertreten wird, und des 42. Distrikts der California State Assembly, vertreten vom Republikaner Brian Nestande. Des Weiteren gehört La Quinta Kaliforniens 36. Kongresswahlbezirk an, der einen Cook Partisan Voting Index von R+1 hat und vom Demokraten Raul Ruiz vertreten wird.

## Tourismus
Die Stadt verfügt über eine gesunde Tourismusindustrie, besonders in den Wintermonaten, wenn sich die sogenannten „Snowbirds“ in La Quinta aufhalten. Hierbei handelt es sich um Rentner und Unternehmer aus den nördlichen Regionen Amerikas, die die kalte Jahreszeit in warmen Regionen verbringen. Mit mehr als 20 Golfplätzen in La Quinta hat der Golfsport hierbei einen besonderen Stellenwert. Die Anzahl der Einkaufszentren in der Stadt hat zugenommen, und sowohl die angesiedelten Discounter wie Target und The Home Depot als auch exquisitere Unternehmen wie Kohl’s und Stein Mart haben der Stadt Millionen US-Dollar Einnahmen beschert. Der Stadtrat hofft, bis zum Ende des Jahrzehnts ein Einkaufsgebiet in La Quinta einzurichten, das "El Paseo" in Palm Desert und "The Village" und "Palm Canyon" in Palm Springs ähneln soll.